# Proechimys guyannensis
Proechimys guyannensis é uma espécie de roedor da família Echimyidae.
Pode ser encontrada na Guiana Francesa, Suriname, Guiana, Brasil, e Venezuela.
O nome popular é soiá.<Grande Enciclopedia Larousse Cultural - vol. 22 - pág.5442></ref>